# Тосни (род)
Тосни (англ. House of Tosny, фр. Maison de Tosny) — англонормандский род французского происхождения, имевший владения как в Нормандии, так и в Англии.

## Происхождение
Согласно написанной в XI веке «Хронике архиепископов Руана», род Тосни имеет французское происхождение. В источнике упоминается «сильный человек» Рауль, сын Гуго де Кавалькана и брат архиепископа Руана Гуго II де Кавалькана. Последний (умер в 989 году) имел французское происхождение; прежде, чем стать в 942 году архиепископом, он был монахом в Сен-Дени. В XII веке Ордерик Виталий на основании «Деяний герцогов Нормандии» Гильома Жюмьежского вывел происхождение Тосни от норманна Малахулка, дяди первого герцога Нормандии Роллона. Возможно, Тосни были связаны с Малахулком по женской линии — из его рода могла происходить мать Рауля.
Хотя в документах упоминается только один Рауль, брат архиепископа Гуго, современные историки из хронологических соображений различают двух людей с таким именем, отца и сына. Кто-то из них получил в управление от архиепископа Гуго в качестве неотчуждаемого владения часть земель Руанского архиепископства. Эта область к юго-западу от Руана хотя и управлялась ранее архиепископами, располагалась достаточно далеко от центра диоцеза. В ней Рауль в изгибе Сены вверх по течению от Лез-Андели построил замок Тосни (современный Тони в департаменте Эр). Позже Гуго передал брату ещё одну область, более близко расположенную к Руану; в будущем его потомком в ней будет построен замок Конш. Люсьен Мюссе предположил, что эта передача случилась до 989 года. Также Раулю принадлежал Кастильон (Шатильон) — часть старого римского лагеря рядом с Коншем. Данные земли стали заделом для будущих владений Тосни в Нормандии. Мюссе пишет, что баронство Тосни с двумя осями (Тосни и Конш) было двухголовым.

## История

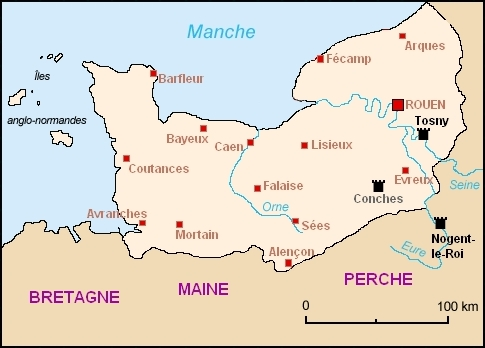
Владения Тосни на континенте

Сеньория с центром в замке Тосни (Тони) располагалась в долине реки Сены и находилась в руках семьи уже к 980-м годам. К 1010 году представители семьи усвоили родовое прозвание Тосни, став одним из первых родов в герцогстве, усвоивших своё прозвание от названия владений. Один Тосни, Роже (Роджер), основал аббатство Конш-ан-Уш, название которого дало альтернативное родовое прозвание семьи (де Конш), использовавшееся на протяжении нескольких поколений. Кроме того, Тосни были наследственными знаменосцами Нормандии.
Роже I прославился, участвуя в реконкисте в Испании, проявив себя как свирепый воин. Там он намеревался по примеру норманов в Италии завоевать себе княжество, но позже вернулся в Нормандию. После того как герцогом стал малолетний Вильгельм II, незаконнорожденный сын герцога Роберта Дьявола, Роже отказался признать его и принялся опустошать владения соседей. В итоге около 1040 года он погиб в борьбе против представителей рода Бомонов. В этой же борьбе погибли и двое его старших сыновей. Вдова Роже, Годегильда, позже вышла замуж за родственника Вильгельма, Ричарда, графа д’Эврё.
Владения Тосни в итоге унаследовал Рауль II. В 1050-е годы его сестра, Аделиза, вышла замуж за Уильяма Фиц-Осберна, близкого друга герцога, что способствовало сближению Тосни с герцогской семьёй. Его владения состояли из ряда больших поместий вокруг Конша, Тосни и Аквиньи, а также некоторых других земель, разбросанных к северу от Сены, в том числе и в Котантене. К началу 1060-х годов он женился на Изабелле де Монфор, дочери Симона I де Монфора, принеся в приданое владения за пределами Нормандии с центром в Ножан-ле-Руа.
Как и отец, Рауль обладал воинственным характером, из-за чего нередко воевал с соседями. Вместе с младшим братом Робертом и родственником, Робертом де Тосни из Бельвуара принимал участие в нормандском завоевании Англии, после чего получили владения в королевстве. Однако владения, которые получил Рауль, оказались достаточно скромными для такого значительного барона. Возможно, что он предпочитал Нормандию, хотя не исключено, что более обширные владения были отобраны из-за участия в каком-то восстании или из-за его поддержки Роберта Куртгёза в 1078—1079 годах, когда он на некоторое время был лишён своих владений. При этом он мало интересовался своими английскими владениями, центром которых стало поместье Фламстед в Хартфордшире, сосредоточившись в управлении своими нормандскими землями.
Ордерик Виталий упоминает, что в 1119 году в Нормандии Тосни владели 4 замками: Конш, Тосни, Порт и Аквиньи. По состоянию на 1172 год они могли выставлять из своих владений 50 или 51 рыцарей. Но, несмотря на обширные владения, в XII веке происходит упадок семьи. А после конфискации Нормандии французским королём Филиппом II Августом Роджер IV де Тосни, поддерживавший английского короля Иоанна Безземельного, утратил континентальные владения. В итоге у него осталась только английская барония.
Старшая ветвь Тосни угасла в 1309 году со смертью Роберта де Тосни, 1-го барона Тони. Наследницей владений стала его сестра Алиса де Тосни, вышедшая замуж за Ги де Бошана, графа Уорика.
Существовали также другие ветви рода. От младшего брата Рауля II, Роберта, пошёл 1-й род Стаффордов, угасший в 1193/1194 году. Его владения посредством брака унаследовал Эрве Бэгот, родоначальник второго рода Стаффордов. Также существовала ветвь Тосни из Бельвуара, к которой принадлежал Роберт де Тосни (умер около 1093), барон Бельвуара. Его трое сыновей были бездетными, поэтому владения этой ветви унаследовали дети их сестёр.